# Ophyx dochmotoma
Ophyx dochmotoma är en fjärilsart som beskrevs av Turner 1939. Ophyx dochmotoma ingår i släktet Ophyx och familjen nattflyn. Inga underarter finns listade i Catalogue of Life.